# جاسبر نيويل
جاسبر نيويل (بالإنجليزية: Jasper Newell)‏ هو ممثل أمريكي، ولد في 5 أكتوبر 2002.

## أعمال

### أفلام
- (2011) نحتاج للتحدث عن كيفين

## وصلات خارجية
- جاسبر نيويل على موقع IMDb (الإنجليزية)
- جاسبر نيويل على موقع ألو سيني (الفرنسية)
- جاسبر نيويل على موقع أول موفي (الإنجليزية)
- جاسبر نيويل على موقع قاعدة بيانات الأفلام السويدية (السويدية)
- جاسبر نيويل على موقع قاعدة بيانات الفيلم (الإنجليزية)
- جاسبر نيويل على موقع كينوبويسك (الروسية)